# Mars Attacks!
Mars Attacks! är en amerikansk science fiction-komedifilm från 1996 i regi av Tim Burton. I rollerna märks bland andra Jack Nicholson, Glenn Close, Annette Bening, Pierce Brosnan, Danny DeVito, Martin Short, Sarah Jessica Parker, Michael J. Fox, Rod Steiger, Tom Jones, Natalie Portman och Jim Brown.

## Handling
Rymdteleskopet Hubble märker att ett stort antal rymdfarkoster från Mars närmar sig Jorden. Efter att ha samtalat med sina rådgivare tillkännager presidenten den stora nyheten att mänskligheten för första gången stött på utomjordiskt liv. Nästan alla förväntar sig att marsianerna ska vara fredliga.
I samband med välkomstceremonin börjar dock marsianerna skjuta på åskådarna. Allt eftersom släpper förhoppningarna om att marsianerna ska vara fredliga då det hela tiden spårar ut i att de skjuter de närvarande, vilket bland annat gäller när de ska hålla tal i den amerikanska kongressen. Till slut får militären tillåtelse att använda kärnvapen mot besökarna, men det hjälper inte då marsianerna har uppfunnit skydd mot detta.

## Om filmen
Filmen hade Sverigepremiär den 7 mars 1997.
Filmen regisserades av Tim Burton och manus skrevs av Jonathan Gems baserat på samlarkort från 1960-talet. 
En stor mängd kända skådespelare medverkar i filmen, bland andra Jack Nicholson (både som den amerikanske presidenten James Dale och som fastighetsspekulant i Las Vegas) och Pierce Brosnan (professor Donald Kessler, rådgivare till presidenten).

## Rollista i urval
- Jack Nicholson – President James Dale / Art Land
- Glenn Close – Marsha Dale, presidentens hustru
- Annette Bening – Barbara Land, Arts fru
- Pierce Brosnan – Donald Kessler, professor
- Danny DeVito – Oförskämd spelare
- Martin Short – Jerry Ross, pressekreterare
- Sarah Jessica Parker – Nathalie Lake,[2] pratshowvärd
- Michael J. Fox – Jason Stone, nyhetsankare
- Rod Steiger – General Decker
- Tom Jones – sig själv
- Lukas Haas – Richie Norris
- Natalie Portman – Taffy Dale, presidentens dotter
- Jim Brown – Byron Williams, före detta tungviktsboxare
- Lisa Marie – Marsiankvinnan
- Sylvia Sidney – Florence Norris
- Christina Applegate – Sharona, Billy-Glens flickvän
- Joe Don Baker – Mr. Norris
- Pam Grier – Louise Williams, Byrons ex-fru
- Paul Winfield – General Casey
- Jack Black – Billy-Glenn Norris, soldat
- Brian Haley – Mitch, Secret Service-agent
- O-Lan Jones – Sue-Ann Norris
- Vladimir Putin – Marsianer